# Seven de Canadá 2021 (Edmonton)
El Seven de Canadá 2021 fue la séptima edición del Seven de Canadá y es el torneo que dio terminó a la Serie Mundial Masculina de Rugby 7 2021. 
Se disputó entre el 25 y 26 de septiembre de 2021 en el Estadio de la Mancomunidad en Edmonton, Canadá.

## Formato
Se dividen en tres grupos de cuatro equipos, cada grupo se resuelve con el sistema de todos contra todos a una sola ronda; la victoria otorga 3 puntos, el empate 2 y la derrota 1 punto.
Los dos equipos con más puntos en cada grupo y los dos mejores terceros avanzan a cuartos de final de la Copa. Los cuatro ganadores avanzan a semifinales de la Copa, y los cuatro perdedores a semifinales por el quinto puesto.
Los equipos con menos puntos en cada grupo y el peor tercero juegan la challenge trophy.

## Equipos participantes
| - Alemania - Canadá - Chile - España - Estados Unidos - Gran Bretaña | - Hong Kong - Irlanda - Jamaica - Kenia - México - Sudáfrica |

## Resultados

### Fase de grupos
- Todos los horarios corresponden al huso horario local: UTC-8.[2]

|  | Avanzan a cuartos de final. |

#### Grupo A
| Pos | Países    | Partidos | Partidos | Partidos | Partidos | Tantos | Tantos | Tantos | Pts |
| Pos | Países    | J        | G        | E        | P        | PF     | PC     | DP     | Pts |
| --- | --------- | -------- | -------- | -------- | -------- | ------ | ------ | ------ | --- |
| 1   | Sudáfrica | 3        | 3        | 0        | 0        | 147    | 5      | +142   | 9   |
| 2   | Canadá    | 3        | 2        | 0        | 1        | 68     | 61     | +7     | 7   |
| 3   | Hong Kong | 3        | 1        | 0        | 2        | 87     | 64     | +23    | 5   |
| 4   | México    | 3        | 0        | 0        | 3        | 0      | 173    | -173   | 2   |

| 25 de septiembre de 2021 | Canadá | 21 - 12 | Hong Kong | Estadio de la Mancomunidad, Edmonton |  |

| 25 de septiembre de 2021 | Sudáfrica | 56 - 0 | México | Estadio de la Mancomunidad, Edmonton |  |

| 25 de septiembre de 2021 | Canadá | 47 - 0 | México | Estadio de la Mancomunidad, Edmonton |  |

| 25 de septiembre de 2021 | Sudáfrica | 43 - 5 | Hong Kong | Estadio de la Mancomunidad, Edmonton |  |

| 25 de septiembre de 2021 | Hong Kong | 70 - 0 | México | Estadio de la Mancomunidad, Edmonton |  |

| 25 de septiembre de 2021 | Sudáfrica | 49 - 0 | Canadá | Estadio de la Mancomunidad, Edmonton |  |

#### Grupo B
| Pos | Países         | Partidos | Partidos | Partidos | Partidos | Tantos | Tantos | Tantos | Pts |
| Pos | Países         | J        | G        | E        | P        | PF     | PC     | DP     | Pts |
| --- | -------------- | -------- | -------- | -------- | -------- | ------ | ------ | ------ | --- |
| 1   | Estados Unidos | 3        | 3        | 0        | 0        | 81     | 36     | +45    | 9   |
| 2   | Kenia          | 3        | 2        | 0        | 1        | 78     | 36     | +42    | 7   |
| 3   | España         | 3        | 1        | 0        | 2        | 69     | 74     | -5     | 5   |
| 4   | Chile          | 3        | 0        | 0        | 3        | 29     | 108    | -79    | 3   |

| 25 de septiembre de 2021 | Estados Unidos | 29 - 17 | España | Estadio de la Mancomunidad, Edmonton |  |

| 25 de septiembre de 2021 | Kenia | 38 - 5 | Chile | Estadio de la Mancomunidad, Edmonton |  |

| 25 de septiembre de 2021 | Estados Unidos | 33 - 5 | Chile | Estadio de la Mancomunidad, Edmonton |  |

| 25 de septiembre de 2021 | Kenia | 26 - 12 | España | Estadio de la Mancomunidad, Edmonton |  |

| 25 de septiembre de 2021 | España | 40 - 19 | Chile | Estadio de la Mancomunidad, Edmonton |  |

| 25 de septiembre de 2021 | Kenia | 14 - 19 | Estados Unidos | Estadio de la Mancomunidad, Edmonton |  |

#### Grupo C
| Pos | Países       | Partidos | Partidos | Partidos | Partidos | Tantos | Tantos | Tantos | Pts |
| Pos | Países       | J        | G        | E        | P        | PF     | PC     | DP     | Pts |
| --- | ------------ | -------- | -------- | -------- | -------- | ------ | ------ | ------ | --- |
| 1   | Irlanda      | 3        | 2        | 1        | 0        | 69     | 36     | +33    | 8   |
| 2   | Alemania     | 3        | 2        | 0        | 1        | 91     | 34     | +57    | 7   |
| 3   | Gran Bretaña | 3        | 1        | 1        | 1        | 70     | 31     | +39    | 6   |
| 4   | Jamaica      | 3        | 0        | 0        | 3        | 12     | 141    | -129   | 3   |

| 25 de septiembre de 2021 | Irlanda | 19 - 17 | Alemania | Estadio de la Mancomunidad, Edmonton |  |

| 25 de septiembre de 2021 | Gran Bretaña | 48 - 0 | Jamaica | Estadio de la Mancomunidad, Edmonton |  |

| 25 de septiembre de 2021 | Irlanda | 38 - 7 | Jamaica | Estadio de la Mancomunidad, Edmonton |  |

| 25 de septiembre de 2021 | Gran Bretaña | 10 - 19 | Alemania | Estadio de la Mancomunidad, Edmonton |  |

| 25 de septiembre de 2021 | Alemania | 55 - 5 | Jamaica | Estadio de la Mancomunidad, Edmonton |  |

| 25 de septiembre de 2021 | Gran Bretaña | 12 - 12 | Irlanda | Estadio de la Mancomunidad, Edmonton |  |

### Fase Final

#### Definición 9° puesto
|  | Semifinal | Semifinal | Semifinal |        |       | 9° puesto  | 9° puesto  | 9° puesto  |  |
|  |           |           |           |        |       |            |            |            |  |
|  |           |           |           |        |       |            |            |            |  |
|  | Chile     | Chile     | 29        |        |       |            |            |            |  |
|  | Chile     | Chile     | 29        |        |       |            |            |            |  |
|  | Jamaica   | Jamaica   | 7         |        |       |            |            |            |  |
|  | Jamaica   | Jamaica   | 7         |        | Chile | Chile      | 12         |            |  |
|  |           |           |           |        | Chile | Chile      | 12         |            |  |
|  |           |           | España    | España | 29    |            |            |            |  |
|  | España    | España    | España    | España | 29    | 40         |            |            |  |
|  | España    | España    |           |        |       | 40         |            |            |  |
|  | México    | México    | 0         |        |       | 11° puesto | 11° puesto | 11° puesto |  |
|  | México    | México    | 0         |        |       | 11° puesto | 11° puesto | 11° puesto |  |
|  |           |           |           |        |       |            |            |            |  |
|  |           |           |           |        |       | Jamaica    | Jamaica    | 28         |  |
|  |           |           |           |        |       | Jamaica    | Jamaica    | 28         |  |
|  |           |           |           |        |       | México     | México     | 10         |  |
|  |           |           |           |        |       | México     | México     | 10         |  |
|  |           |           |           |        |       |            |            |            |  |

#### Definición 5° puesto
|  | Semifinal      | Semifinal      | Semifinal |          |                | 5° puesto      | 5° puesto | 5° puesto |  |
|  |                |                |           |          |                |                |           |           |  |
|  |                |                |           |          |                |                |           |           |  |
|  | Estados Unidos | Estados Unidos | 19        |          |                |                |           |           |  |
|  | Estados Unidos | Estados Unidos | 19        |          |                |                |           |           |  |
|  | Irlanda        | Irlanda        | 0         |          |                |                |           |           |  |
|  | Irlanda        | Irlanda        | 0         |          | Estados Unidos | Estados Unidos | 19        |           |  |
|  |                |                |           |          | Estados Unidos | Estados Unidos | 19        |           |  |
|  |                |                | Alemania  | Alemania | 24             |                |           |           |  |
|  | Alemania       | Alemania       | Alemania  | Alemania | 24             | 21             |           |           |  |
|  | Alemania       | Alemania       |           |          |                | 21             |           |           |  |
|  | Hong Kong      | Hong Kong      | 7         |          |                | 7° puesto      | 7° puesto | 7° puesto |  |
|  | Hong Kong      | Hong Kong      | 7         |          |                | 7° puesto      | 7° puesto | 7° puesto |  |
|  |                |                |           |          |                |                |           |           |  |
|  |                |                |           |          |                | Irlanda        | Irlanda   | 14        |  |
|  |                |                |           |          |                | Irlanda        | Irlanda   | 14        |  |
|  |                |                |           |          |                | Hong Kong      | Hong Kong | 21        |  |
|  |                |                |           |          |                | Hong Kong      | Hong Kong | 21        |  |
|  |                |                |           |          |                |                |           |           |  |

#### Copa de oro
|  | Cuartos de final | Cuartos de final | Cuartos de final |           |              | Semifinales  | Semifinales | Semifinales |        |              | Copa         | Copa         | Copa |  |
|  |                  |                  |                  |           |              |              |             |             |        |              |              |              |      |  |
|  |                  |                  |                  |           |              |              |             |             |        |              |              |              |      |  |
|  | Estados Unidos   | Estados Unidos   | 19               |           |              |              |             |             |        |              |              |              |      |  |
|  | Estados Unidos   | Estados Unidos   | 19               |           |              |              |             |             |        |              |              |              |      |  |
|  | Gran Bretaña     | Gran Bretaña     | 21               |           |              |              |             |             |        |              |              |              |      |  |
|  | Gran Bretaña     | Gran Bretaña     | 21               |           | Gran Bretaña | Gran Bretaña | 22          |             |        |              |              |              |      |  |
|  |                  |                  |                  |           | Gran Bretaña | Gran Bretaña | 22          |             |        |              |              |              |      |  |
|  |                  |                  | Canadá           | Canadá    | 12           |              |             |             |        |              |              |              |      |  |
|  | Irlanda          | Irlanda          | Canadá           | Canadá    | 12           | 12           |             |             |        |              |              |              |      |  |
|  | Irlanda          | Irlanda          |                  |           |              |              |             |             |        |              |              |              |      |  |
|  | Canadá           | Canadá           | 14               |           |              |              |             |             |        |              |              |              |      |  |
|  | Canadá           | Canadá           | 14               |           |              |              |             |             |        | Gran Bretaña | Gran Bretaña | 12           |      |  |
|  |                  |                  |                  |           |              |              |             |             |        | Gran Bretaña | Gran Bretaña | 12           |      |  |
|  |                  |                  | Sudáfrica        | Sudáfrica | 24           |              |             |             |        |              |              |              |      |  |
|  | Kenia            | Kenia            | Sudáfrica        | Sudáfrica | 24           | 24           |             |             |        |              |              |              |      |  |
|  | Kenia            | Kenia            |                  |           |              |              |             |             |        |              |              |              |      |  |
|  | Alemania         | Alemania         | 17               |           |              |              |             |             |        |              |              |              |      |  |
|  | Alemania         | Alemania         | 17               |           | Kenia        | Kenia        | 7           |             |        | Tercer lugar | Tercer lugar | Tercer lugar |      |  |
|  |                  |                  |                  |           | Kenia        | Kenia        | 7           |             |        | Tercer lugar | Tercer lugar | Tercer lugar |      |  |
|  |                  |                  | Sudáfrica        | Sudáfrica | 33           |              |             |             |        |              |              |              |      |  |
|  | Sudáfrica        | Sudáfrica        | Sudáfrica        | Sudáfrica | 33           | 46           |             |             | Canadá | Canadá       | 14           |              |      |  |
|  | Sudáfrica        | Sudáfrica        |                  |           |              |              |             |             | Canadá | Canadá       | 14           |              |      |  |
|  | Hong Kong        | Hong Kong        | 0                |           |              |              |             |             |        |              | Kenia        | Kenia        | 33   |  |
|  | Hong Kong        | Hong Kong        | 0                |           |              |              |             |             |        |              | Kenia        | Kenia        | 33   |  |
|  |                  |                  |                  |           |              |              |             |             |        |              |              |              |      |  |

| Bandera de Sudáfrica   |
| Campeón Sudáfrica      |
| 2º título del circuito |